# Ludmila Pecháčková
Ludmila Pecháčková, rozená Skokanová (3. února 1906 Praha-Holešovice – 11. července 1988 Praha) byla česká subreta, tanečnice, žurnalistka a spisovatelka, autorka nenáročné, zejména milostné četby, dívčích románů, knih pro mládež a životopisů významných osobností. Publikovala pod pseudonymem Lída Merlínová.

## Život
V roce 1925 absolvovala dramatickou konzervatoř, poté krátce působila jako elévka v Národním divadle v Praze a pak v operetním souboru olomouckého divadla. Zde poznala skladatele, dirigenta a pedagoga Cyrila Pecháčka, za něhož se provdala. Vedla zde také soukromou taneční školu a působila jako žurnalistka. V roce 1940 se manželé přestěhovali do Dvora Králové a po válce zpět do Prahy. Tam Pecháčková působila jako učitelka tance. Po manželově předčasném skonu v roce 1949 navázala vztah s partnerkou (již v roce 1950 jí k prvnímu výročí věnovala knihu Muž na stráži), s níž zůstala patrně do konce života.

## Dílo
V roce 1929 vydala román s homoerotickou tematikou Vyhnanci lásky, jako první svazek nové erotické edice Faun pražského nakladatele A. Krále. V roce 1934 následoval v nakladatelství Šolc a Šimáček román Lásky nevyslyšené a v roce 1937 dvoudílný román Dobrodruzi sexu, oba ve stylu (heterosexuální) červené knihovny.
Když byl v roce 1931 založen časopis Hlas sexuální menšiny, začala do něj přispívat beletristickými texty a esejemi.
Ve spolupráci s manželem napsala parodickou operetu Alfa a Omega s podtitulem moderní Robinsonky.
V roce 1939 byl podle jednoho z jejích mnoha románů natočen film Zlatý člověk.